# Dejan Stanković
Dejan Stanković (Servisch: Дејан Станковић) (Zemun, 11 september 1978) is een Servisch voetbaltrainer en voormalig betaald voetballer die doorgaans op het middenveld speelde. Hij speelde meer dan honderd interlands voor de Joegoslavische, Servisch-Montenegrijnse en Servische nationale ploegen. Zijn bijnaam luidt Deki.

## Clubcarrière
Stanković' ouders hadden allebei een voetbalachtergrond. Zijn loopbaan in het profvoetbal begon in het seizoen 1994/95 bij Rode Ster Belgrado. Daarmee won hij dat jaar direct zijn eerste landskampioenschap en Beker van Joegoslavië. De beker hield hij in 1996 en 1997 opnieuw omhoog.
Na vier seizoenen bij Rode Ster verkaste Stanković voorafgaand aan het seizoen 1998/99 naar Lazio Roma. Daar leverde zijn eerste jaar hem ook direct twee prijzen op: die van de laatst uitgereikte Europacup II en die van de UEFA Super Cup. In het seizoen 1999-2000 werd hij vervolgens landskampioen met Lazio en won hij ook zijn eerste Coppa Italia.
Na 5,5 seizoen en meer dan 135 competitieduels voor Lazio arriveerde hij in de winterstop van het seizoen 2003/04 bij Inter Milan. Daarmee begon voor Stanković de meest succesvolle periode in zijn loopbaan, gemeten in prijzen. Hij won dat jaar voor de tweede keer de Coppa Italia en schreef die in 2005, 2006 en 2010 voor de derde, vierde en vijfde keer achter zijn naam. Met de komst van trainer Roberto Mancini in 2004 en daarna die van José Mourinho in 2008 volgden van seizoen 2005/06 tot en met 2009/10 ook zijn derde, vierde, vijfde, zesde en zevende landskampioenschap in Italië, zijn achtste in totaal. De grootste prijs uit Stanković' carrière volgde in mei 2010, toen hij met Inter de Champions League 2009/10 won.

## Interlandcarrière
Stanković debuteerde op 22 april 1998 in de vriendschappelijke wedstrijd tegen Zuid-Korea (2-2) als international, op dat moment van Joegoslavië. Ook Perica Ognjenović maakte in dat duel voor het eerst zijn opwachting in de nationale ploeg. Stanković nam beide treffers voor zijn rekening in die wedstrijd. Het was voor hem de eerste van meer dan negentig interlands waarmee hij op het WK 2010 uiteindelijk geschiedenis schreef. Daar vertegenwoordigde hij als de eerste voetballer ooit zijn derde nationale team op drie verschillende WK's. Op het WK 1998 kwam hij uit voor Joegoslavië, op het WK 2006 voor Servië en Montenegro en op het WK 2010 voor het onafhankelijk Servië, waarvan hij aanvoerder was.

## Clubstatistieken
| Seizoen  | Club               | Competitie | Duels | Goals |
| -------- | ------------------ | ---------- | ----- | ----- |
| 1994-'95 | Rode Ster Belgrado | Superliga  | 7     | 0     |
| 1995-'96 | Rode Ster Belgrado | Superliga  | 24    | 4     |
| 1996-'97 | Rode Ster Belgrado | Superliga  | 26    | 10    |
| 1997-'98 | Rode Ster Belgrado | Superliga  | 28    | 15    |
| 1998-'99 | Lazio Roma         | Serie A    | 29    | 4     |
| 1999-'00 | Lazio Roma         | Serie A    | 16    | 3     |
| 2000-'01 | Lazio Roma         | Serie A    | 21    | 0     |
| 2001-'02 | Lazio Roma         | Serie A    | 27    | 7     |
| 2002-'03 | Lazio Roma         | Serie A    | 29    | 6     |
| 2003-'04 | Lazio Roma         | Serie A    | 15    | 2     |
| 2003-'04 | Inter Milaan       | Serie A    | 14    | 4     |
| 2004-'05 | Inter Milaan       | Serie A    | 31    | 3     |
| 2005-'06 | Inter Milaan       | Serie A    | 23    | 2     |
| 2006-'07 | Inter Milaan       | Serie A    | 34    | 6     |
| 2007-'08 | Inter Milaan       | Serie A    | 21    | 1     |
| 2008-'09 | Inter Milaan       | Serie A    | 31    | 5     |
| 2009-'10 | Inter Milaan       | Serie A    | 30    | 3     |
| 2010-'11 | Inter Milaan       | Serie A    | 26    | 5     |
| 2011-'12 | Inter Milaan       | Serie A    | 19    | 0     |
| 2012-'13 | Inter Milaan       | Serie A    | 3     | 0     |

## Erelijst
Rode Ster Belgrado
- Prva Liga: 1994/95
- Beker van Joegoslavië: 1994/95, 1995/96, 1996/97

 Lazio
- UEFA Cup Winners Cup: 1998/99
- UEFA Super Cup: 1999
- Serie A: 1999/00
- Coppa Italia: 1999/00
- Supercoppa Italiana: 1998, 2000

 Internazionale
- UEFA Champions League: 2009/10
- FIFA Club World Cup: 2010
- Serie A: 2005/06, 2006/07, 2007/08, 2008/09, 2009/10
- Coppa Italia: 2004/05, 2005/06, 2009/10, 2010/11
- Supercoppa Italiana: 2005, 2006, 2008, 2010

Individueel
- ESM Team of the Year: 2006/07
- Servisch Voetballer van het Jaar: 2006, 2010
- Internazionale Hall of Fame: 2019

1 Stojković ·
2 Rukavina ·
3 Kolarov ·
4 Kačar ·
5 Vidić ·
6 Ivanović ·
7 Tošić ·
8 Lazović ·
9 Pantelić ·
10 Stanković  ·
11 Milijaš ·
12 Isailović ·
13 Luković ·
14 Jovanović ·
15 Žigić ·
16 Obradović ·
17 Krasić ·
18 Ninković ·
19 Petrović ·
20 Subotić ·
21 Mrđa ·
22 Kuzmanović ·
23 Đuričić ·
Coach: Antić